# Liebig (cráter)

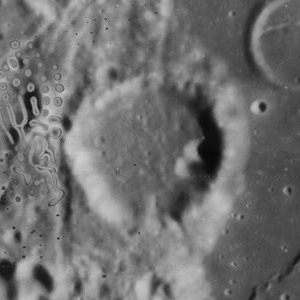
Liebig G

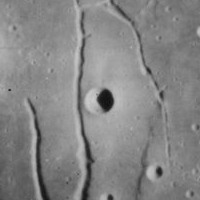
Liebig J

Liebig es un cráter de impacto que se localiza al sur-sureste del cráter Mersenius, y al oeste del Mare Humorum en la parte suroeste del Luna. Al suroeste de Liebig se encuentra el cráter ligeramente más pequeño de Gasparis.
|  |

El borde de Liebig tiene una pared interior baja, con un suelo interior prácticamente carece de rasgos, excepto por unos diminutos cráteres. Es casi circular, aunque presenta unas protuberancias hacia el oeste y el sureste. El pequeño cráter en forma de copa Liebig A se sitúa a caballo entre la pared y el suelo interiores.
El borde occidental del Mare Humorum es una línea de falla designada Rupes Liebig, llamada así por este cráter. Esta falla se extiende a lo largo de 180  km en paralelo a la costa. Al suroeste, en la sección de la superficie inundada de lava entre Liebig y Gasparis, se encuentra un sistema de grietas denominado Rimae de Gasparis, que recubre un área con un diámetro envolvente de 130 km.

## Cráteres satélite
Por convención estos elementos son identificados en los mapas lunares poniendo la letra en el lado del punto medio del cráter que está más cercano a Liebig.
|        | \| Liebig \| Coordenadas \| Diámetro \| \| ------ \| ------------------------------ \| -------- \| \| A \| 24°18′S 47°42′O / -24.3, -47.7 \| 12 km \| \| B \| 25°00′S 47°06′O / -25.0, -47.1 \| 9 km \| \| F \| 24°36′S 45°42′O / -24.6, -45.7 \| 9 km \| \| G \| 26°06′S 45°48′O / -26.1, -45.8 \| 20 km \| \| H \| 26°18′S 47°18′O / -26.3, -47.3 \| 11 km \| \| J \| 24°48′S 45°00′O / -24.8, -45.0 \| 4 km \| |          |
| Liebig | Coordenadas | Diámetro |
| A      | 24°18′S 47°42′O / -24.3, -47.7 | 12 km    |
| B      | 25°00′S 47°06′O / -25.0, -47.1 | 9 km     |
| F      | 24°36′S 45°42′O / -24.6, -45.7 | 9 km     |
| G      | 26°06′S 45°48′O / -26.1, -45.8 | 20 km    |
| H      | 26°18′S 47°18′O / -26.3, -47.3 | 11 km    |
| J      | 24°48′S 45°00′O / -24.8, -45.0 | 4 km     |